# Luis Fretes
Luis Fretes – piłkarz paragwajski, napastnik.
Jako piłkarz klubu Club Guaraní wziął udział w turnieju Copa América 1922, gdzie Paragwaj został wicemistrzem Ameryki Południowej. Fretes zagrał w trzech meczach – z Chile (zdobył bramkę), Urugwajem i w decydującym o mistrzostwie barażu z Brazylią.
Rok później wziął udział w turnieju Copa América 1923, gdzie Paragwaj zajął trzecie miejsce. Fretes zagrał we wszystkich trzech meczach – z Argentyną (zdobył bramkę), Urugwajem i Brazylią.
Razem z klubem Guaraní w 1923 roku zdobył tytuł mistrza Paragwaju.
Następnie wziął udział w turnieju Copa América 1924, gdzie Paragwaj ponownie zajął trzecie miejsce. Fretes zagrał we wszystkich trzech meczach – z Argentyną, Urugwajem i Chile.
Po raz czwarty w mistrzostwach kontynentalnych wziął udział podczas turnieju Copa América 1925, gdzie Paragwaj zajął ostatnie, trzecie miejsce. Fretes zagrał we wszystkich czterech meczach – w obu meczach z Argentyną i w obu meczach z Brazylią. W drugim meczu z Brazylią zdobył bramkę.
Turniej Copa América 1926 to były jego piąte mistrzostwa kontynentalne. Paragwaj zajął czwarte miejsce, a Fretes zagrał w trzech meczach – z Argentyną, Boliwią i Urugwajem.
Po raz szósty i ostatni wziął udział w mistrzostwach kontynentalnych podczas turnieju Copa América 1929, gdzie Paragwaj został wicemistrzem Ameryki Południowej. Fretes zagrał tylko w meczu przeciwko Peru.
Fretes wziął także udział w turniejach Copa Chevallier Boutell 1924, Copa Chevallier Boutell 1925 i Copa Chevallier Boutell 1926. W latach 1922–1929 rozegrał w reprezentacji Paragwaju 28 meczów i zdobył 7 bramek.